# 22465 Karelanděl
22465 Karelanděl là một tiểu hành tinh vành đai chính với chu kỳ quỹ đạo là 1406.5066875 ngày (3.85 năm).
Nó được phát hiện ngày 15 tháng 1 năm 1997 by NASA.